# Euronics
Euronics är en hemelektronikkedja som i Sverige har 105 butiker (2021). Kedjan hette tidigare Rino. Euronics ägs av holländska bolaget Euronics International Ltd. som har varuhus i 35 länder.

## Euronics International
Euronics International är en Amsterdambaserad inköpsgrupp för hemelektronik med 6 400 medlemmar i 35 länder och 50 000 medarbetare i mer än 11 000 butiker. Bolaget hade en omsättning på 14 100 miljoner euro 2009 och över 600 miljoner kunder. Svenska medlemmar i Euronics International är EEL med sina kedjor Elkedjan, Elon, Elspar, Hemmabutikerna, Hemexperten,[källa behövs] och även Electragruppen.